# Mexiko na Letních olympijských hrách 1980
Mexiko se účastnilo Letní olympiády 1980 v Moskvě. Zastupovalo ho 45 sportovců (36 mužů a 9 žen) v 12 sportech.

## Medailisté
| Medaile | Jméno                                                        | Sport         | Soutěž                           |
| ------- | ------------------------------------------------------------ | ------------- | -------------------------------- |
| Stříbro | Carlos Girón                                                 | Skoky do vody | Muži prkno 3 m                   |
| Bronz   | Joaquin Pérez                                                | Jezdectví     | Parkurové skákání – jednotlivci  |
| Bronz   | David Bárcena Ríos Manuel Mendivil José Pérez Fabián Vázquez | Jezdectví     | Jezdecká všestrannost – družstva |
| Bronz   | Jesús Gómez Joaquin Pérez Gerardo Tazzer Alberto Valdés      | Jezdectví     | Parkurové skákání – družstva     |